# Stefan Grodziński
Stefan Grodziński (ur. 9 czerwca 1932 w Béthune, zm. 8 sierpnia 2012 w Namysłowie) – polski polityk, poseł na Sejm PRL VIII kadencji.

## Życiorys
Syn Antoniego i Marii. Posiadał wykształcenie podstawowe. Był kontrolerem jakości w Zakładach Elektrotechniki Motoryzacyjnej w Namysłowie. Pełnił mandat radnego Wojewódzkiej Rady Narodowej w Opolu. W 1981 objął mandat posła na Sejm PRL VIII kadencji w okręgu Opole z ramienia Polskiej Zjednoczonej Partii Robotniczej. Zasiadał w Komisji Przemysłu Ciężkiego, Maszynowego i Hutnictwa oraz w Komisji Spraw Wewnętrznych i Wymiaru Sprawiedliwości. Otrzymał Medal 30-lecia Polski Ludowej.
Pochowany na cmentarzu komunalnym przy ul. Jana Pawła II w Namysłowie.